# Thorigny-sur-Marne
Thorigny-sur-Marne település Franciaországban, Seine-et-Marne megyében. Lakosainak száma 10 405 fő (2022. január 1.). Thorigny-sur-Marne Annet-sur-Marne, Carnetin, Dampmart, Lagny-sur-Marne és Pomponne községekkel határos.

## Népesség
A település népessége az elmúlt években az alábbi módon változott:
| Lakosok száma | 9150 | 9456 | 9718 | 10 154 | 10 263 | 10 454 | 10 427 | 10 405 | 10 405 |
|               | 2013 | 2015 | 2016 | 2017   | 2018   | 2019   | 2020   | 2021   | 2022   |